# أندريس رودريغيز
أندريس رودريغيز (بالإسبانية: José Andrés Rodríguez Gaitán)‏ (30 يناير 1990 المنكب إسبانيا - ) هو لاعب كرة قدم إسباني يلعب كلاعب وسط.

## روابط خارجية
- أندريس رودريغيز على موقع Soccerway.com (الإنجليزية)
- أندريس رودريغيز على موقع AS.com (الإسبانية)